# Chorthippus leduensis
Chorthippus leduensis är en insektsart som beskrevs av Zheng, Z. och De-Yu Xin 1999. Chorthippus leduensis ingår i släktet Chorthippus och familjen gräshoppor. Inga underarter finns listade i Catalogue of Life.